# Zbigniew Kiwka
Zbigniew Kiwka (ur. 28 stycznia 1932 w miejscowości Słowik koło Lwowa, zm. 5 stycznia 2014 w Słupsku) – polski prozaik i poeta. 
Do 1939 roku mieszkał w miasteczku Gliniany (Tarnopolskie). Po wojnie w ramach tzw. akcji repatriacyjnej wyjechał z rodzicami do Antonówki w Szczecińskiem. Ukończył kursy prawno-ekonomiczne. Od 1946 mieszkał w Słupsku. W 1958 debiutował jako poeta na łamach czasopisma "Głos Tygodnia". Laureat wielu nagród i wyróżnień, m.in. nagród Ministra Obrony Narodowej za powieści ,,Na początku był front" i "Dwie barwy jednej wiosny" oraz zdobywca czołowego miejsca w plebiscycie "Pióro i karabin", które dla autora było miernikiem popularności wśród czytelników. Poza wydanymi powieściami i zbiorem opowiadań jest autorem książek, które pozostały w maszynopisach, mimo nagród jakie im przypadły na różnych konkursach literackich.

## Twórczość
- Na początku był front (1963)
- Śmierć przychodzi nocą (1963)
- Dwie barwy jednej wiosny (1966)
- Araukaria pana Crolla (1970)
- Carina (1971)
- Ostatni krok w chmurach, (1972)
- Dzwony nad Lubianą (1979)